# Elyar Fox

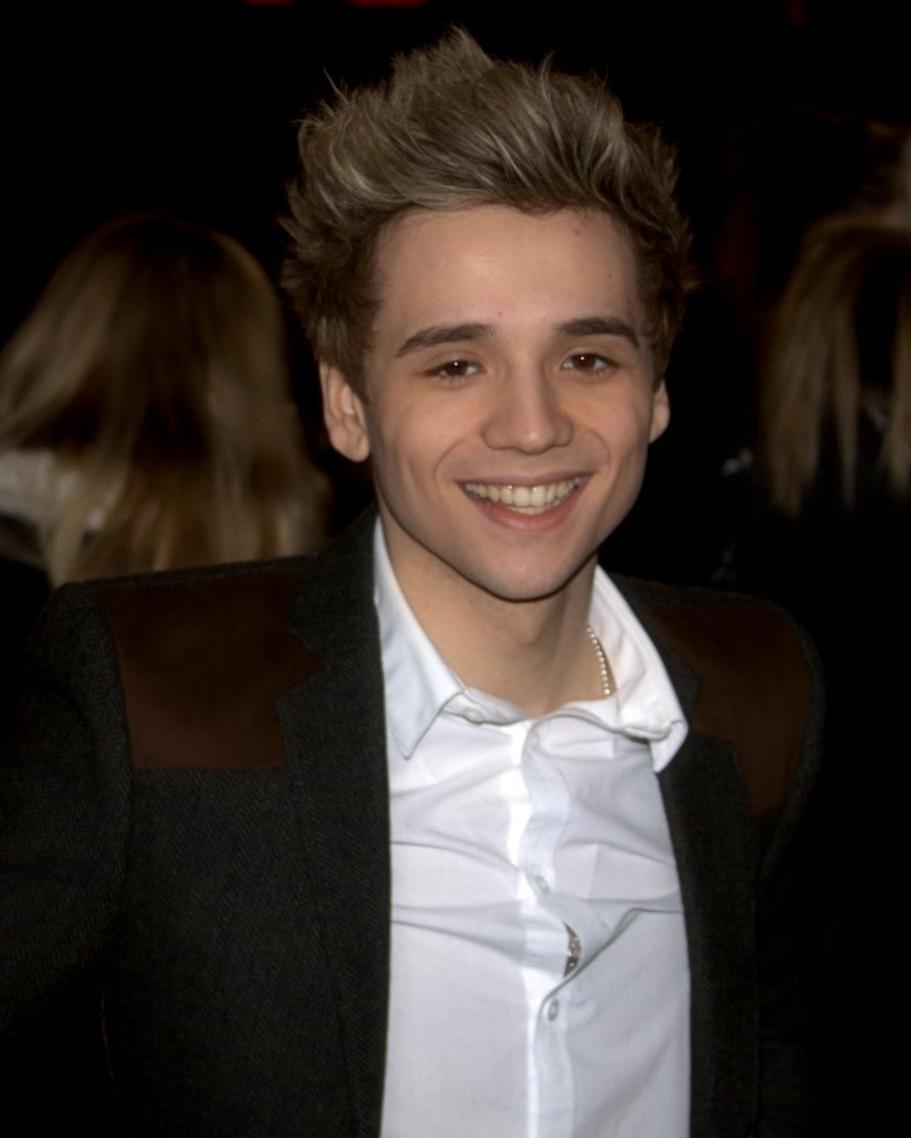
Elyar Fox (2014)

Elyar Fox (* 15. Juli 1995 als Elyar Afshari) ist ein britischer Popsänger.

## Biografie
Elyar Afshari wurde 1995 als Sohn einer Engländerin und eines Aserbaidschaners in Ealing, London geboren. Er wuchs in Greenford, London auf und ging dort auf die Costons Primary School und später auf die Queensmead School, wo er auch die Band Just Me Again gründete. Heute ist er unter dem Namen Elyar Fox bekannt und als Solokünstler unterwegs. Er spielt Gitarre und Piano/Keyboard. Seine Fans werden von ihm liebevoll „Foxer“ genannt. Er hat einen älteren Bruder namens Iden.
2018 kam er nach einer kurzen Pause mit der Single Mango zurück in die Charts. Elyar Fox hat diesen neuen Song selbst geschrieben, produziert und veröffentlicht.

## Diskografie
Singles
- Do It All Over Again (2014)
- A Billion Girls (2014)
- Mango (2018)